# Błonka zwodnicza

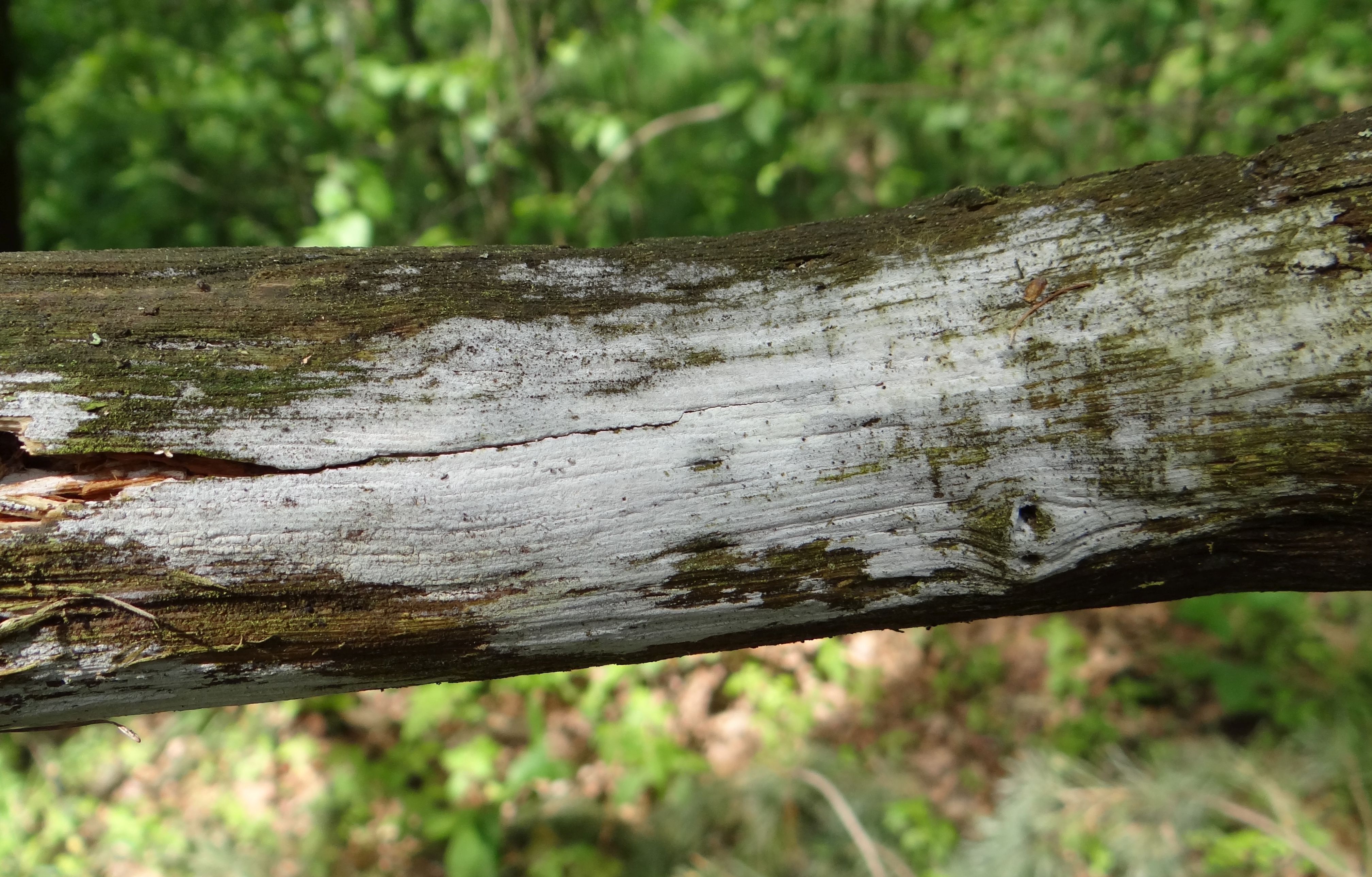

Błonka zwodnicza (Athelia decipiens (Höhn. & Litsch.) J. Erikss.) – gatunek grzybów z rodziny błonkowatych (Atheliaceae).

## Systematyka i nazewnictwo
Pozycja w klasyfikacji według Index Fungorum: Athelia, Atheliaceae, Atheliales, Agaricomycetidae, Agaricomycetes, Agaricomycotina, Basidiomycota, Fungi.
Takson ten w 1908 roku opisali Franz Xaver Rudolf von Höhnel i Viktor Litschauer, nadając mu nazwę Corticium decipiens. Obecną, uznaną przez Index Fungorum nazwę nadał mu w 1958 r. John Eriksson.
Synonimy:
- Athelia caucasica Parmasto 1968
- Corticium decipiens Höhn. & Litsch. 1908[2].

Nazwę polską zaproponował Władysław Wojewoda w 2003 r.

## Morfologia
Na podłożu tworzy cienką i kruchą błonkę o barwie od białej do białoszarej, łatwo oddzielającą się, w stanie suchym popękaną. Hymenium bardzo cienkie, nieciągłe. Subikulum delikatne, pajęczynowate, w niektórych miejscach tak niepozorne, że hymenium wydaje się wyrastać bezpośrednio z podłoża.
System strzępkowy monomityczny. Wszystkie strzępki bez sprzążek. Strzępki subikulum proste, septowane, cienko- do średnio grubościenne, często inkrustowane, z licznymi odgałęzieniami pod kątem prostym. Brak cystyd. Podstawki w euhymenium wyrastające kandelabrowato, zwarte, maczugowate, 10–25 × 6–8 µm, 4-sterygmowe, z przegrodą w podstawie. Bazydiospory podłużne do elipsoidalnych, szkliste, gładkie, nieamyloidalne (4–)5–8 × 4–5,5 µm, z małym, ale widocznym wierzchołkiem. W acetokarminie jądra są łatwo widoczne. Strzępki i bazydiole są dikariotyczne, zarodniki monokariotyczne.

## Występowanie i siedlisko
Znane jest występowanie błonki zwodniczej w Ameryce Północnej, Europie, Azji, oraz na Nowej Gwinei i Nowej Zelandii. Prawdopodobnie jest najczęściej w Europie występującym gatunkiem rodzaju Athelia. W Polsce W. Wojewoda w 2003 r. przytacza dwa jej stanowiska: w Górach Świętokrzyskich (2002 r.) i w Puszczy Niepołomickiej (1999) z uwagą, że rozprzestrzenienie tego gatunku i stopień jego zagrożenia nie są znane.
Nadrzewny grzyb saprotroficzny. Występuje na martwym drewnie drzew liściastych. Powoduje białą zgniliznę drewna.

## Gatunki podobne
Błonkę zwodniczą można rozpoznać po małych elipsoidalnych zarodnikach, które są mniejsze niż u gatunków z kompleksu błonki nalistnej Athelia epiphylla, a częściowo po tym, że według W. Jülicha w jej strzępkach całkowicie brak sprzążek. Jednak zarówno Hjortstam, jak i Eriksson znaleźli pojedyncze sprzążki w kilku okazach. Z tego względu oddzielenie tych gatunków wymaga dalszych badań. Występowanie jednej sprzążki nie wystarczy do zidentyfikowania gatunku jako A. epiphylla zamiast  A. decipiens.